# Männer sind Schweine (Lied)
Männer sind Schweine ist ein Lied der deutschen Punkrock-Band Die Ärzte, das unter dem Titel Ein Schwein namens Männer als erste Singleauskopplung ihres achten Studioalbums 13 am 3. April 1998 veröffentlicht wurde. Der Song erreichte im gesamten deutschsprachigen Raum Platz eins der Charts und ist mit über einer Million verkauften Einheiten das kommerziell erfolgreichste Lied der Gruppe sowie eine der meistverkauften Singles in Deutschland.

## Inhalt
In Männer sind Schweine singt Farin Urlaub auf ironische und überspitzte Weise, dass alle Männer nur auf Sex aus seien und keine wahre Liebe kennen würden. Die erste Strophe ist aus der Sicht eines Mannes gesungen, der einer Frau zahlreiche Komplimente macht, mit dem einzigen Ziel, sie ins Bett zu kriegen. In der zweiten Strophe werden Frauen gewarnt, nicht auf falsche Versprechungen der Männer hereinzufallen. Die dritte Strophe handelt schließlich von der Zeit nach der Hochzeit, in der sich der Mann komplett gehen lässt.

„Männer sind Schweine

Traue ihnen nicht, mein Kind

Sie wollen alle nur das Eine

Für wahre Liebe sind sie blind“

## Produktion
Der Song wurde von dem deutschen Musikproduzenten Uwe Hoffmann in Zusammenarbeit mit Die Ärzte produziert, wobei Sänger Farin Urlaub als Autor fungierte.

## Sprachsamples
Es existieren fünf Versionen des Liedes, bei denen sich das in der Liedmitte zu hörende Sprachsample unterscheidet:
- Single, 2:23:
„Männer? Diese schrecklichen haarigen Biester, die alles antatschen müssen. U-u-und dabei wollen sie alle nur dasselbe von einem Mädchen.“
aus dem Film Manche mögen’s heiß (1959), gesprochen von Georg Thomalla als Synchronsprecher von Jack Lemmon.[4]
- Album (CD und Streaming), 2:12:
„Was hab’ ich denn getan, dass Du mich immer quälst und sagst, Du liebst mich nicht?“ – „Du hast doch nicht die geringste Ahnung, was Liebe ist - wir kennen uns ja nichtmal!“
aus dem Film Sadistico (1971), gesprochen von Brigitte Grothum und Rolf Schult als Synchronsprecher von Jessica Walter und Clint Eastwood.[5]
- Album (MC):
„Eines morgens wachst du auf, der Süße ist weg, und alles, was von ihm übrig bleibt, ist ein altes Paar Socken und eine Tube Zahnpasta.“
aus dem Film Manche mögen’s heiß (1959), gesprochen von Margot Leonard als Synchronsprecherin von Marilyn Monroe.
- Album (Vinyl):
„Mach dich fertig zum Ficken! Fucking Fotze! Fotze!“
aus dem Film Blue Velvet (1986), gesprochen von Joachim Kerzel als Synchronsprecher von Dennis Hopper. Das Zitat stammt anscheinend aus der originalen deutschsprachigen Synchronfassung, als Übersetzung für „Get ready to fuck! You fucker’s fucker! You fucker!“[6], die für spätere Veröffentlichungen des Films zu „Hau ab du alte Fotze! Du Fucker! Du Fucker! Du Fucker!“[7] geändert wurde.[8]
- Musikvideo, 2:02: Ohne Sprachsample, stattdessen mit Soundeffekten.

## Musikvideo
Bei dem zu Männer sind Schweine gedrehten Musikvideo führte der Regisseur Kai Sehr Regie. Es verzeichnet auf YouTube über 6,6 Millionen Aufrufe (Stand September 2023).
Im Video sind die drei Bandmitglieder Farin Urlaub, Bela B und Rodrigo González zu sehen, die den Song in einer dunklen Fabrikhalle spielen. Am Ende der ersten Strophe werden sie von der Videospiel-Heldin Lara Croft mit einer Pistole bedroht, woraufhin sie die Flucht ergreifen, während diese wild um sich schießt. Im Versteck bewaffnen sie sich selbst mit Schusswaffen und nehmen den Kampf auf. Als die Patronen nach der Schießerei aufgebraucht sind, kommt es zu einem Faustkampf zwischen Bela B und Lara Croft, den diese vorerst gewinnt, doch sich dann von ihm hereinlegen lässt und einen Kopfstoß bekommt. Gegen Ende kommt es auch zu einer Schlägerei zwischen Farin Urlaub und Lara Croft, an deren Ende sie von den drei Bandmitgliedern in die Enge getrieben wird. Daraufhin schießt sie in Richtung Decke, wodurch ein Gerüst herunterfällt und die drei Männer unter sich begräbt.
Bei der Echoverleihung 1999 wurde das Video in der Kategorie Musikvideo des Jahres national nominiert, unterlag jedoch dem Video zu Lords of the Boards der Guano Apes.

## Single

### Covergestaltung

Marssymbol

Das Singlecover zeigt das Marssymbol ♂ als Zeichen für Männlichkeit, wobei sich im Kreis zwei Punkte befinden, die eine Schweinenase symbolisieren. Im oberen Teil des Bildes befinden sich die weißen Schriftzüge die ärzte und Ein Schwein namens Männer. Der Hintergrund ist komplett in Schwarz gehalten.

### Titelliste
1. Männer sind Schweine – 4:28
2. Du bist nicht mein Freund – 1:38
3. Saufen – 3:48
4. Ein Lächeln (für jeden Tag deines Lebens) – 4:21
5. Männer sind Schweine (Jetzt noch kürzer!) – 3:33

### Chartplatzierungen
Ein Schwein namens Männer stieg am 20. April 1998 auf Platz zwei in die deutschen Singlecharts ein und erreichte zwei Wochen später die Chartspitze, an der es sich acht Wochen lang halten konnte. Für einen Zeitraum von zwölf Wochen war es das erfolgreichste deutschsprachige Lied in den Charts. Insgesamt hielt sich Ein Schwein namens Männer 25 Wochen in den Top 100, davon 14 Wochen in den Top 10. In Österreich und der Schweiz erreichte die Single ebenfalls Platz eins und konnte sich 18 bzw. 23 Wochen in den Charts halten. In den deutschen Single-Jahrescharts 1998 belegte das Lied Rang drei.
| ChartsChartplatzierungen | Höchstplatzierung | Wochen |
| ------------------------ | ----------------- | ------ |
| Deutschland (GfK)        | 1 (25 Wo.)        | 25     |
| Österreich (Ö3)          | 1 (18 Wo.)        | 18     |
| Schweiz (IFPI)           | 1 (23 Wo.)        | 23     |

| ChartsJahrescharts (1998) | Platzierung |
| ------------------------- | ----------- |
| Deutschland (GfK)         | 3           |
| Österreich (Ö3)           | 12          |
| Schweiz (IFPI)            | 15          |

### Verkaufszahlen und Auszeichnungen
Ein Schwein namens Männer wurde noch im Erscheinungsjahr für mehr als eine Million Verkäufe in Deutschland mit einer doppelten Platin-Schallplatte ausgezeichnet und gehört somit zu den meistverkauften Singles in Deutschland. In Österreich und der Schweiz erhielt das Lied eine Goldene Schallplatte für jeweils über 25.000 verkaufte Einheiten. Damit ist es der kommerziell erfolgreichste Song der Band.

| Land/Region        | Auszeichnungen für Musikverkäufe (Land/Region, Auszeichnung, Verkäufe) | Verkäufe  |
| ------------------ | ---------------------------------------------------------------------- | --------- |
| Deutschland (BVMI) | 2× Platin                                                              | 1.000.000 |
| Österreich (IFPI)  | Gold                                                                   | 25.000    |
| Schweiz (IFPI)     | Gold                                                                   | 25.000    |
| Insgesamt          | 2× Gold · 2× Platin ·                                                  | 1.050.000 |

Bei der Echoverleihung 1999 wurde Männer sind Schweine in der Kategorie Erfolgreichster nationaler Song des Jahres nominiert, unterlag jedoch Flugzeuge im Bauch von Oli.P.

## Trivia
Männer sind Schweine wurde von der Band lange Zeit nicht mehr live gespielt, da es ihr missfiel, dass der Song auf dem Oktoberfest gespielt wurde oder diverse Party-CDs Coverversionen enthielten. Besucher des Oktoberfests und Ballermann-Fans seien nicht das Zielpublikum der Gruppe. Zudem wollten Die Ärzte nicht nur auf ihren Hit Männer sind Schweine reduziert werden. Erst 2012 wurde das Lied wieder in die Setlist des letzten Konzerts ihrer Das-Comeback-Tour aufgenommen, wurde seitdem allerdings kein weiteres Mal in voller Länge gespielt, jedoch wurde es 2023 auf der Herbst des Lebens-Tour spontan angespielt, nach dem ersten Refrain allerdings abgebrochen.
Am Ende des Songs zitiert der weibliche Hintergrundgesang kurz den 2011 indizierten Song Bullenschweine der Hamburger Punkband Slime.